# World Masters of Snooker 2024
World Masters of Snooker 2024 – zaproszeniowy turniej snookerowy w specjalnym formacie rozgrywany w sezonie 2023/24 World Snooker Tour. Turniej w Arabii Saudyjskiej odbył się w dniach 6–8 marca 2024 w Boulevard Arena w Rijadzie. Zwycięzcą turnieju został Ronnie O’Sullivan.
W grudniu 2024 turniej odbył się po raz drugi, tym razem pod nazwą Riyadh Season Snooker Championship.

## Regulamin turnieju
Zaproszonych jest 10 najlepszych światowych rankingów plus 2 lokalnych graczy z dziką kartą od organizatora. Cechą szczególną turnieju jest dodatkowa złota bila o wartości 20 punktów, dzięki której możliwy jest break maksymalny 167 punktów zamiast klasycznego 147.
Dodatkowa zasada: Złotą bilę z nadrukiem „167” umieszcza się na środku linii bazowej na początku każdej partii. Ta pozostanie na stole, dopóki możliwy jest break maksymalny. Jeśli podejście zostanie przerwane lub gracz wbije kolor inny niż czarny, złota bila zostanie usunięta ze stołu przez sędziego. Można ją wbijać dopiero po uzyskaniu breaka 147, by zdobyć 20 dodatkowych punktów. Jeśli zostanie wbita przedwcześnie lub zostanie popełniony faul, przyznaje się przeciwnikowi od 4 do 7 punktów, a bila zostaje usunięta. Pierwsza osoba, która zdobędzie „167”, otrzyma dodatkową premię w wysokości 395 000 funtów (500 000 dolarów).

## Nagroda pieniężna
Łączna pula nagród wynosi 785 000 funtów.
|                    | Nagroda pieniężna |
| ------------------ | ----------------- |
| zwycięzca          | 250 000 funtów    |
| finalista          | 125 000 funtów    |
| Półfinalista       | 75 000 funtów     |
| Ćwierćfinalista    | 50 000 funtów     |
| Runda pośrednia    | 25 000 funtów     |
| Runda dzikich kart | 5000 funtów       |
| Łączna pula nagród | 785 000 funtów    |

Dostępna jest także jednorazowa premia w wysokości 500 000 dolarów (około 395 000 funtów) dla pierwszego gracza, który zdobędzie maksymalny break oraz złotą bilę („167”).

## Przebieg turnieju

### Pierwsza runda[3]
- Ding Junhui 4–0  Omar Alajlani
- John Higgins 4–0  Ali Alobaidli

### Runda dzikich kart[3]
- Ali Carter 4–3  Ding Junhui
- Mark Williams 2–4  John Higgins

### Turniej główny
|  | Ćwierćfinały | Ćwierćfinały      | Ćwierćfinały |  |  | Półfinały | Półfinały         | Półfinały         |   |   | Finał       | Finał | Finał |
|  |              |                   |              |  |  |           |                   |                   |   |   |             |       |       |
|  | 4            | Mark Allen        | 4            |  |  |           |                   |                   |   |   |             |       |       |
|  | 5            | Mark Selby        | 3            |  |  | 1         | Luca Brecel       | 4                 |   |   |             |       |       |
|  | 1            | Luca Brecel       | 4            |  |  | 4         | Mark Allen        | 2                 |   |   |             |       |       |
|  | 8            | Ali Carter        | 1            |  |  |           |                   |                   |   | 1 | Luca Brecel | 2     |       |
|  | 3            | Judd Trump        | 4            |  |  |           | 2                 | Ronnie O'Sullivan | 5 |   |             |       |       |
|  | 6            | Shaun Murphy      | 3            |  |  | 3         | Judd Trump        | 1                 |   |   |             |       |       |
|  | 2            | Ronnie O'Sullivan | 4            |  |  | 2         | Ronnie O'Sullivan | 4                 |   |   |             |       |       |
|  | 10           | John Higgins      | 0            |  |  |           |                   |                   |   |   |             |       |       |
|  |              |                   |              |  |  |           |                   |                   |   |   |             |       |       |
|  |              |                   |              |  |  |           |                   |                   |   |   |             |       |       |

## Brejki stupunktowe turnieju
Na podstawie:
- 138, 120  Ding Junhui
- 135, 129, 124, 123, 121, 102  Ronnie O’Sullivan
- 133, 121  Mark Allen
- 126, 121  Shaun Murphy
- 125  Luca Brecel
- 122  Mark Williams
- 120, 117  John Higgins